# Cathédrale de Rumbek
Cette  cathédrale n’est pas la seule cathédrale de la Sainte-Famille.
La cathédrale située à Rumbek, capitale de l'État des Lacs au Soudan du Sud, est le siège de l'évêque du diocèse de Rumbek, un des plus pauvres du monde. C'est une petite construction dédiée à la Sainte Famille, s'apparentant plus à une chapelle de mission qu'à une cathédrale au sens architectural. Elle a été restaurée par Mgr Cesare Mazzolari (1937-2011).